# アナザーヒーロー
アナザーヒーロー (Another HERO) は、2001年10月フジテレビで日曜21:54 - 22:00に放送されていたミニ番組。
一線級で活躍する有名人 (HERO) を支える「裏方」 (Another HERO) を取り上げ、その「技術」にスポットを当てる。
ナビゲーター（語り）は2006年9月24日まではジョン・カビラ、10月1日以降はアランJ。
番組は2007年3月25日で終了となった。（番組のスポンサーはNTTコムウェアの一社提供だった。）
ただし、2007年1月21日以降最終回までたびたび放送時間が変更されることが多かった。（理由についてはフジテレビジョンの項を参照）

## スタッフ
- プロデューサー：日高秀実 (FCC)
- ディレクター：植松清孝、神保健一 (FCC)、今井貴志、小松利光、高橋寛之 (ZOOM)
- 制作：フジテレビ、フジクリエイティブコーポレーション (FCC)